# Дрори, Авраам
Авраам Рафаэль Дрори (при рожденииАбрам Кузнецкий; ивр. אברהם רפאל דרורי‎; 23 мая 1919, Лодзь, Лодзинское воеводство — 20 августа 1964, Израиль) — израильский политик, депутат кнессета 4-го и 5-го созывов от движения «Херут».

## Биография
Родился 23 мая 1919 года в Лодзи (ныне Польша) в семье Меера Кузнецкого и его жены Шпринцы. В юности присоединился к движению «Бейтар».
В 1935 году репатриировался в Подмандатную Палестину, был членом специальных отрядов Бейтара в Самарии и Галилее. Вступил в Иргун, в 1948 году перешел на службу в «ЦАХАЛ» (Армию обороны Израиля), демобилизовался в звании майора.
В 1961 году стал депутатом кнессета 4-го созыва, получил мандат умершего Шимшона Юничмана, был членом комиссии по внутренним делам и комиссии по образованию и культуре. В том же году избран депутатом кнессета 5-го созыва, был членом комиссии кнессета, комиссии по внутренним делам и комиссии по образованию и культуре.
Скончался 20 августа 1964 года, его мандат в кнессете перешел Йосефу Кремерману.